# Saber3D
Saber3D — игровой движок, разрабатываемый и поддерживаемый Санкт-Петербургским отделением компании Saber Interactive. Впервые использовался в PC-эксклюзивной игре Will Rock 2003 года выхода. В 2007 году на новой версии движка, которая, кроме ПК, поддерживала Xbox 360 и PlayStation 3, вышел шутер TimeShift.

## Список игр, разработанных на Saber3D
| Название игры                    | Дата выхода          | Платформы                        | Жанр                   |
| -------------------------------- | -------------------- | -------------------------------- | ---------------------- |
| Will Rock                        | 9 июня 2003 года     | Windows                          | Шутер от первого лица  |
| TimeShift                        | 30 октября 2007 года | Windows, Xbox 360, PlayStation 3 | Шутер от первого лица  |
| Halo: Combat Evolved Anniversary | 15 ноября 2011 года  | Xbox 360, Xbox One, Windows      | Шутер от первого лица  |
| Inversion                        | 5 июля 2012 года     | Windows, Xbox 360, PlayStation 3 | Шутер от третьего лица |
| God Mode                         | 19 апреля 2013 года  | Windows, Xbox 360, PlayStation 3 | Шутер от третьего лица |
| R.I.P.D. The Game                | 17 июля 2013 года    | Windows, Xbox 360, PlayStation 3 | Шутер от третьего лица |
| Halo 2: Anniversary              | 11 ноября 2014 года  | Xbox One, Windows                | Шутер от первого лица  |
| Quake Champions                  | 10 августа 2018 года | Windows                          | Шутер от первого лица  |
| World War Z                      | 16 апреля 2019 года  | Windows, Xbox One, PlayStation 4 | Шутер от третьего лица |